# فيضانات سورينام 2022
فيضانات سورينام 2022 وقد أثرت بداية شهر مارس على مناطق استيطان السكان الأصليين والمارون في الجزء الشرقي من سورينام. نتجت الفيضانات عن ظاهرة النينا الجوية، التي حلت محل موسم الجفاف القصير (بداية فبراير إلى بداية أبريل) في عام 2022.

## التفاصيل

### بداية الفيضانات
في 9 مارس 2022 بدأت أنهار تاباناهوني ولوا ومارويجن تفيض على ضفافها. كانت غويجابا وبيكين سلي من أوائل القرى التي تضررت. في مكاتب وزارة النقل والاتصالات والسياحة في بوكيغرون الواقعة عند مصب أعالي سورينام في خزان بروكوبوندو بدأت المياه تتدفق. قررت وزارة التنمية الإقليمية والرياضة في ذلك اليوم إجلاء جميع المعلمين من منطقة سيباليويني وإعادتهم إلى باراماريبو.
في 10 مارس تأثرت المزيد من القرى. أصبح الوصول إلى البؤر الاستيطانية في ميذيسشي أكثر صعوبة: فقد غمرت المياه بالفعل العيادات في عدد من البلدات. تم نقل قوة شرطة جونيني إلى ستولمانسيلاند بمساعدة الجيش. كما غمرت المياه شرائط الإنزال والمدارس.
وبحلول 13 مارس كانت المراكز الطبية قد فُقدت في العديد من الأماكن في البلاد. تسببت الفيضانات في أضرار اقتصادية جسيمة. تم إغلاق جميع المدارس في المناطق المتضررة.
بحلول 15 مارس 2022 بعد ما يقرب من أسبوع من الفيضانات امتدت المنطقة المتضررة من منطقة بارا وموينغو في الشمال إلى أحواض تجميع المياه في أعالي ساراماكا وأعالي سورينام وتاباناهوني ولاوا وماروين في الجنوب.

### انخفاض منسوب المياه
بعد 15 مارس كانت هناك عدة أيام جافة متتالية، مما أدى إلى انخفاض منسوب المياه في أعالي سورينام. من ناحية أخرى تسببت المياه الزائدة المتدفقة في اتجاه مجرى النهر في حدوث فيضانات في المناطق الساحلية، والتي تفاقمت جزئيًا بسبب ارتفاع المد. وكانت المناطق الأكثر تضررًا هي نيكيري وساراماكا في الشمال الغربي.